# 조영진
조영진(曺榮辰, 1962년 12월 15일 ~ )은 대한민국의 배우이다.

## 생애
1983년 연극배우 첫 데뷔하였고 1986년 연극연출가로도 데뷔하였다. 연극배우 데뷔 초기에 같이 활약한 연기자는 박지일· 김광룡 등이 있다.

## 학력
- 경성대학교 연극영화학과 학사 졸업
- 경성대학교 대학원 연극영화연기예술학과 예술학 석사 졸업
- 세종대학교 공연예술(박사수료)

## 경력
- [동아방송예술대학교] 방송영화연기과 교수
- 부산시립무용단 단원
- 알렉산더테크닉 공인교사(한국알렉산더테크닉협회.KATA)

## 출연작

### 영화
- 《비상구가 없다》 (1995년) - 남자 1 역
- 《내 안에 우는 바람》 (1997년) - 거지 역
- 《새는 폐곡선을 그린다》 (2002년) - 박 교수 역
- 《오구》 (2003년) - 저승사자 1 역
- 《효자동 이발사》 (2004년) - 통치자 역
- 《어느날 갑자기 두 번째 이야기 - 네 번째 층》 (2006년) - 박병두 역
- 《동정녀들》 (2006년) - 남자 역
- 《밀양》 (2007년) - 박도섭 역
- 《검은 땅의 소녀와》 (2007년) - 해곤 역
- 《싸움》 (2007년) - 홈쇼핑 김 팀장 역
- 《우리 생애 최고의 순간》 (2007년) - 송감독 역
- 《서울이 보이냐?》 (2008년) - 장씨 역
- 《아들의 여자》 (2008년) - 남자 역
- 《그림자 살인》 (2009년) - 황제 역
- 《바람》 (2009년) - 짱구 아버지 역
- 《그리말디》 (2009년)
- 《사사건건》 (2010년) - 남자 역
- 《친정엄마》 (2010년) - 지숙 부 역
- 《해결사》 (2010년) - 조현철 역
- 《부당거래》 (2010년) - 김회장 역
- 《푸른소금》 (2011년) - 보스기 역
- 《히트》 (2011년) - 변전실 근무자 역
- 《페이스 메이커》 (2012년) - 육상연맹 이사 역
- 《하울링》 (2012년) - 김명호 역
- 《철암계곡의 혈투》 (2012년) - 지숙 부 역
- 《간첩》 (2012년) - 곽차장 역
- 《은밀하게 위대하게》 (2013년) - 김희관 역
- 《방독피》 (2013년) - 주상근 역
- 《스파이》 (2013년) - 비서실장 역
- 《청춘정담》 (2013년) - 윤성 부 역
- 《백프로》 (2014년) - 정환 아버지 역
- 《소리굽쇠》 (2014년) - 천태수 역
- 《헬머니》 (2015년) - 박 장관 역
- 《엄마》 (2015년)
- 《영도》 (2015년) - 판사 역
- 《어떤살인》 (2015년) - 지은 부 역
- 《다른 길이 있다》 (2017년) - 수완 부 역
- 《임금님의 사건수첩》 (2017년) - 우의정 역
- 《포크레인》 (2017년) - 선임하사 역
- 《눈을 감다 디렉터스 컷》 (2017년) - 오덕구 역
- 《골든 슬럼버》 (2018년) - 유영국 역
- 《협상》 (2018년) - 구 회장 역
- 《라이브하드》 (2018년) - 클럽 주인 역
- 《나쁜 녀석들: 더 무비》 (2019년) - 노상식 역
- 《조선주먹》 (2020년) - 하야시 역
- 《7월7일》 (2020년) - 인국 역
- 《싱글 인 서울》 (2023년) - 현진 부 역

### 드라마
- 《경찰청 사람들》 : 32화. 첫 사랑을 못잊어 (MBC, 1994년) - 김승환 역
- 《유혹의 기술》 (OCN, 2008년) - 김선생 역
- 《자유인 이회영》 (KBS1, 2010년) - 성재 이시영 역
- 《49일》 (SBS, 2011년) - 정 이사 역
- 《불굴의 며느리》 (MBC, 2011년)
- 《빛과 그림자》 (MBC, 2011년)
- 《추적자 THE CHASER》 (SBS, 2012년) - 김창재 역
- 《유령》 (SBS, 2012년) - 김흥수 역
- 《빅》 (KBS2, 2012년) - 서인욱 역
- 《학교 2013》 (KBS2, 2012년~2013년) - 고남순의 아버지 역
- 《강구 이야기》 (SBS, 2014년) - 이재곽 역
- 《쓰리 데이즈》 (SBS, 2014년) - 청와대 민정수석 역
- 《KBS 드라마 스페셜 - 세 여자 가출소동》 (KBS2, 2014년) - 윤 회장 역
- 《힐러》 (KBS2, 2014년) - 김의찬 역
- 《신분을 숨겨라》 (tvN, 2015년) - 이일한 경찰청장 역
- 《육룡이 나르샤》 (SBS, 2015년) - 민제 역
- 《나에게 건배》 (UMAX & O'live, 2015년)
- 《운빨로맨스》 (MBC, 2016년) - 최호 역
- 《KBS 드라마 스페셜 - 빨간선생님》 (KBS2, 2016년) - 교감 역
- 《캐리어를 끄는 여자》 (MBC, 2016년)
- 《보이스》 (OCN, 2017년) - 배병곤 역
- 《조작》 (SBS, 2017년) - 차장검사 역
- 《매드 독》 (KBS2, 2017년) - 온주식 지검장 역
- 《대군 - 사랑을 그리다》 (TV조선, 2018년) - 박부경 역
- 《본 대로 말하라》 (OCN, 2020년)
- 《바람과 구름과 비》 (TV조선, 2020년) - 산수도인 역
- 《악의 마음을 읽는 자들》 (SBS, 2022년) - 이진철 역
- 《왜 오수재인가?》 (SBS, 2022년) - 이인수 역
- 《굿잡》 (ENA, 2022년) - 강완수 역
- 《법쩐》 (SBS, 2023년) - 손승진 역
- 《형사록 2》 (Disney+, 2023년) - 한종석 역

### 연극
- 《미스 쥴리》 - 쟝 역
- 《내 생에 가장 소중한 선물》 - 김영만 역
- 《벌》
- 《호랑가시나무 숲의 기억》 - 노인 역
- 《하얀앵두》 - 반아산 역
- 《오구》
- 《죽도록 죽도록》 - 근남 역
- 《하이라이프》 - 도니 역
- 《메데이아 콤플렉스》
- 《감질난 가족》
- 《리어》
- 《시골선비 조남명》
- 《어머니》
- 《도솔가》
- 《일식》

### 라디오 프로그램
- 2015년 EBS 《EBS 책 읽는 라디오 낭독 시리즈》

## 수상
- 1986년 청소년 영화제 효과상
- 1997년 부산연극평론가협회 올해의 좋은 연기자상
- 2001년 서울국제공연예술제 남자연기상
- 2002년 제38회 동아연극상 연기상
- 2013년 서울연극제 남자연기상